# 하위자 전투
하위자 전투 (2017년) 또는 하위자 공세는 2017년 9월 이라크 육군에 의해 개시된 공세로 이라크 레반트 이슬람 국가에 맞서 하위자와 주변 지역을 되찾는 것이 주요 목표였다. 이 전투의 승리로 이라크 동부에 남아있던 ISIL 세력은 완전히 격멸되었다.

## 배경
키르쿠크에서 서쪽으로 50km 떨어진 하위자는 2003년 이라크 침공 때부터 수니파 아랍 반군의 기지였다. 2013년, 이라크 총리 누리 알말리키는 그의 부대에게 하위자의 평화로운 시위자들에게 발포할 것을 지시했다. 이에 맞서 수니파는 말리키의 파벌 정책에 대응하고 이라크 레반트 이슬람 국가에 동조하게 되었다. 이 단체는 2014년 서부 및 북부 이라크 대부분을 장악했고, 2014년 6월 도시를 점령하게 되었다. 하지만 이라크 군의 대대적인 반격이 개시된 이후, 2016년 7월 모술 공세가 끝나자 이 지역은 다른 IS의 통치 지역으로부터 고립되었고, IS의 마지막 저항 거점이 되었다. 공세는 여러 종파적 분쟁과 페쉬메르가 및 인민동원군 간의 합의 분쟁으로 여러 차례 지연되었다.

## 공세

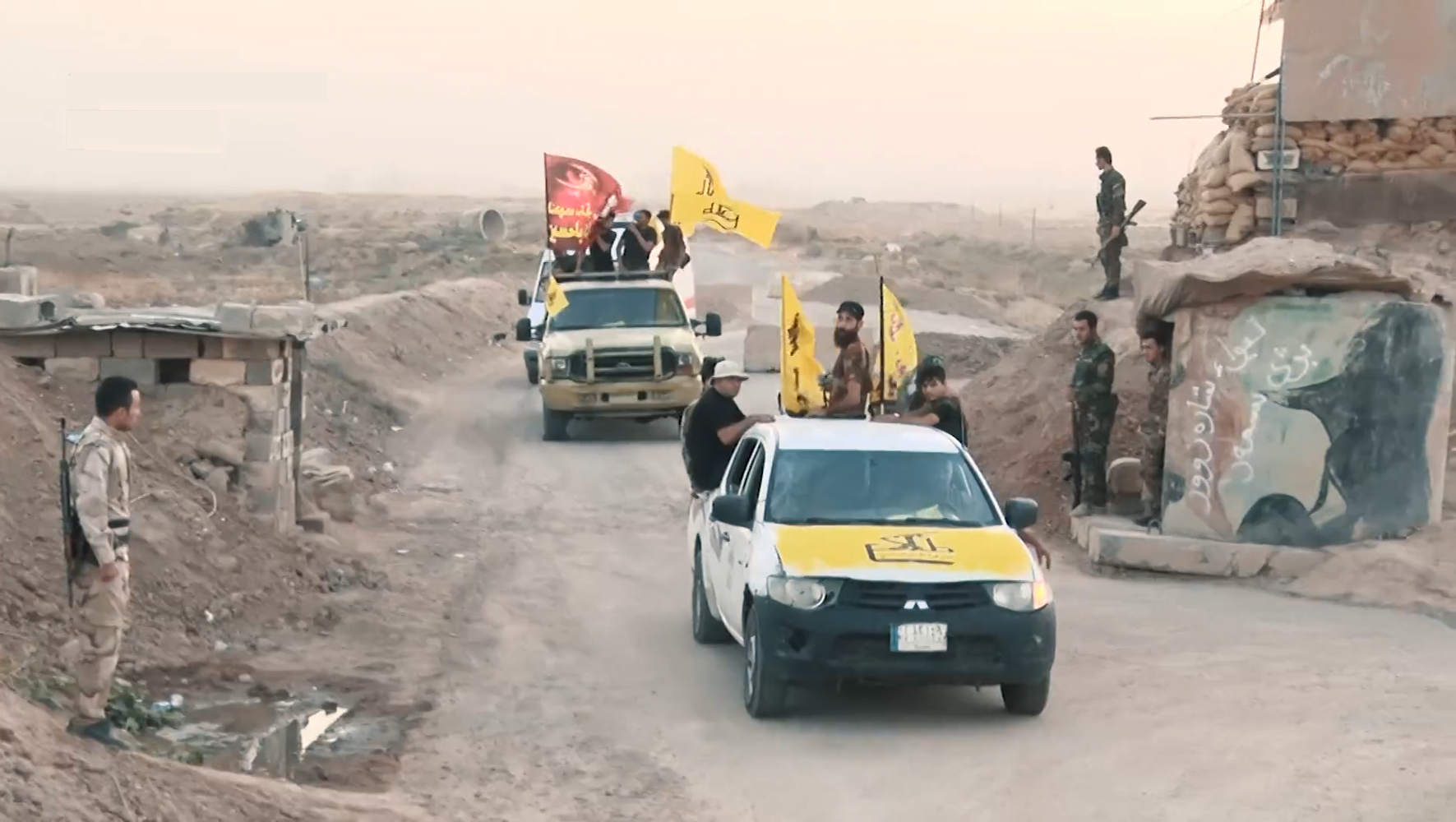
시아파가 다수를 이루는 인민동원군이 지역 수니파 이슬람인들을 ISIL 지지자로 추정하고 고문하는 장면이다. 인민동원군은 이 전투에 중요한 역할을 했다.

9월 20일 이라크 보안군이 모술 공세 때 탈환한 시르가트의 북동쪽 지역을 점령하면서 하위자 북서쪽에서 공세가 시작되었다. 다음 날, 이라크 군은 하위자 포위망에서 11개 이상의 마을을 탈환하기 위해 노력했으며 그 과정에서 몇몇 테러리스트들을 사살했다. 이라크구의 목표는 하위자를 여러 방향에서 포위해 관통하는 것으로, 이들은 키르쿠크 주에서 이런 중요한 지역을 확보하고 싶었다. 9월 22일, 이라크 군은 하위자 북쪽의 키르쿠크 주에 속한 140평발킬로미터의 영토를 점령했다. 하시드 알샤아비가 이끄는 이라크군은 시르가트 지역의 15개 마을을 확보했다. 9월 24일, 이라크군은 공세 1단계를 끝냈다고 선언했으며 티그리스 강 서쪽과 마쿨 산맥 북쪽, 알자브 강의 북쪽 지역을 모두 탈환했다고 주장했다. 그들은 200명의 IS 무장대원들을 사살했다고 말했다. 9월 29일, 이라크군은 공세 2단계를 개시해 4개의 마을을 점령했고 압바시 마을에 진입했다. 이라크군은 공세 2단계 첫 개시일에 200명의 IS 대원들을 추가로 사살했다고 보고했다.
10월 4일, 이라크 병력은 하위자에 진입했다. 이곳에 위치한 ISIL 본부는 거센 저항을 하지 않았고 정부군은 주변의 교외 지역을 빠르게 포위했다. 다음 날, 이라크군은 도심을 장악하고, 도시 전체를 해방시켰다. 10월 6일, 인민동원군 언론 단체는 이라크군과 인민동원군이 페쉬메르가와 연결 작전을 펼치며 20개 이상의 마을을 점령했다고 보고했다. 10월 7일, 하위자 북쪽의 몇몇 지점만이 IS의 통제 하에 놓여있었다. 10월 8일, 이라크군은 남아있는 IS 지역을 소탕하고, 이라크 국방부 미디어처는 하위자에서의 승리와 함께 이라크의 남아있는 지역은 안바르 주 서쪽과 니나와 주 남서쪽 뿐이라고 보여주었다.
이 공세는 처음으로 수많은 IS 전투원들이 항복한 전쟁으로, IS 대원들은 마지막 한 명까지 싸운다는 신념을 버리지 않았다. IS 대원들은 아예 저항을 하지 않기보다는 소규모의 저항을 했고 부비트랩이나 폭발물을 설치하는 정도에서 저항했다.

## 같이 보기
- 탈아파르 전투
- 2017년 서부 이라크 공세